# Escadrila Albă
Escadrila Albă, a cărei denumire oficială inițială a fost Escadrila Sanitară, a fost o unitate a Forțelor Aeriene Regale ale României încadrată cu piloți de sex feminin, care a purtat însemnele Crucii Roșii și a avut ca misiune evacuarea răniților de pe front, în al Doilea Război Mondial. Este de menționat faptul că România a fost singura țară din lume care a avut în al Doilea Război Mondial o escadrilă de acest fel.
Ideea de a înființa în România o formație de avioane sanitare pentru transportul răniților cu avioane pilotate de femei, i-a revenit prințesei Marina Știrbei (membră a Comitetului Central al Crucii Roșii din România). Unității înființate în anul 1940 i-au fost atributie mai multe tipuri de aeronave, în principal avioane poloneze. Primele aviatoare ale escadrilei au fost Nadia Russo, Mariana Drăgescu și Virginia Thomas. Ulterior, acestora li s-au alăturat și altele. Deoarece inițial avioanele au fost vopsite în alb, având ca însemn crucea roșie, jurnalistul italian Curzio Malaparte, le-a denumit „Escadrila Albă”, denumire preluată și de alți scriitori.
Campaniile la care escadrila a participat au fost: 1941 – Basarabia și Odessa, 1942 – Stalingrad, 1943 – Crimeea. În 1942 Escadrila Albă a fost redenumită Escadrila 108 Transport Ușor, fiind formată din două secții: I și II. Aceasta a intrat în componența Grupului Aerotransport Militar, alături de Escadrilele 105 și 107 Transport Greu.
Secția I a fost desființată în septembrie 1943, avioanele ei fiind preluate de Secția II, care și ea s-a retras în țară la sfârșitul anului 1943 și și-a încetat activitatea la 25 august 1944. O parte dintre aviatoare au continuat să activeze ca instructoare, piloți de legătură sau piloți pentru avioane de transport. După instaurarea regimului comunist, destinul aviatoarelor a fost închisoarea și deportarea, sau, în cel mai bun caz, eliminarea din aviație și marginalizarea, aviatoarele fiind readuse în conștiința publicului abia după 1989.

## Începuturile
Convenția de la Geneva din 1929, a reglementat situația aviației sanitare aflate sub emblema Crucii Roșii pe timp de conflict armat.
În urma unui raid efectuat în Suedia și Finlanda, prințesa Marina Știrbei (membră a Comitetului Central al Crucii Roșii din România) a avut ideea de a înființa o formație de avioane sanitare pentru transportul răniților, cu avioane pilotate de femei, după modelul organizației feminine finlandeze „Lotta Svärd”. Forțele Aeriene Regale ale României au fost receptive și au invitat la manevrele militare regale de la Galați din 1938 câteva aviatoare brevetate, pentru demonstrație. Au fost invitate Marina Știrbei, în calitate de membru în comitetul de conducere al Crucii Roșii Române, Mariana Drăgescu, Nadia Russo, Virginia Thomas, Virginia Duțescu și Irina Burnaia. Acolo au avut ocazia să zboare cu un avion echipat sanitar. Mariana Drăgescu, Nadia Russo și Virginia Thomas au primit certificate ca fiind apte pentru a servi într-o unitate de aviație militară. Ca urmare, Marina Știrbei a înaintat un memoriu către Ministerul Transporturilor, Navale și Aeriene în care propunea înființarea unei escadrile sanitare militare pentru transportul răniților, cu avioane pilotate de femei. Memoriul a fost aprobat de subsecretarul de stat al Aerului din România cdor. av. Gheorghe Jienescu, și, la 25 iunie 1940, a luat ființă Escadrila Sanitară, având ca prime titulare pe aviatoarele stagiare Nadia Russo, Mariana Drăgescu și Virginia Thomas,  lor alăturându-li-se în scurt timp și Virginia Duțescu. La comanda escadrilei era cpt. av. Gheorghe Valvarie. Sediul escadrilei era la aerodromul Băneasa. Deși erau considerate necombatante, iar zborurile erau considerate ca având caracter umanitar, aviatoarele aveau grad de sublocotenent, primeau soldă și purtau uniformă militară pentru a nu fi considerate spioane în caz de capturare.
Inițial, escadrila a avut în dotare doar două avioane Monospar ST-25 Universal care aparținuseră prințului Nicolae, ambele pierdute în accidente. Avionul Monospar nr. 1 a fost pierdut la 21 iulie 1940, când la Băneasa se executa un zbor de acomodare cu elevele-pilot Maria Adam, Jana Iliescu, Maria Voitec și Victoria Comșa, care urmau să fie încadrate la Escadrila Sanitară, instructor fiind adj. av. Nicolae Evghenovici. Avionul a cabrat și apoi s-a angajat în vrie, în accident pierzându-și viața toți ocupanții. Avionul Monospar nr. 2 a suferit la 21 august 1941 un accident lângă Răcăciuni, accident în care și-au pierdut viața adj. șef av. Aurel Călinescu și slt. medic Mihai Georgescu.
După accidentul avionului Monospar nr. 1, în 1940 escadrila a fost dotată cu 10 avioane de tip RWD-13,  dintre care trei avioane RWD-13S (avioane RWD-13 cu echipament sanitar), refugiate din Polonia în România în anul 1939, în urma invadării Poloniei. Aceste avioane puteau transporta, în afară de pilot, o targă și încă o persoană (rănit sau infirmier) pe un scaun, în spatele pilotului. Avioanele transportau și medici și medicamente. Avioanele puteau zbura cu o viteză de 210 km/h, având o autonomie de 900 km. Aceste trei avioane au fost repartizate în ordine: Nadiei Russo (nr. 1), Marianei Drăgescu (nr. 2) și Virginiei Thomas (nr. 3). Din totalul de 28 de aparate RWD-13 refugiate au mai fost alocate câteva escadrilei, în mai multe etape. Escadrila dispunea și de un aparat Potez 65. Aviatoarea Victoria Pokol s-a înscris voluntară în escadrilă împreună cu avionul ei personal Bücker Bü 131 „Jungmann”.
Avioane de tipul celor cu care a fost dotată escadrila

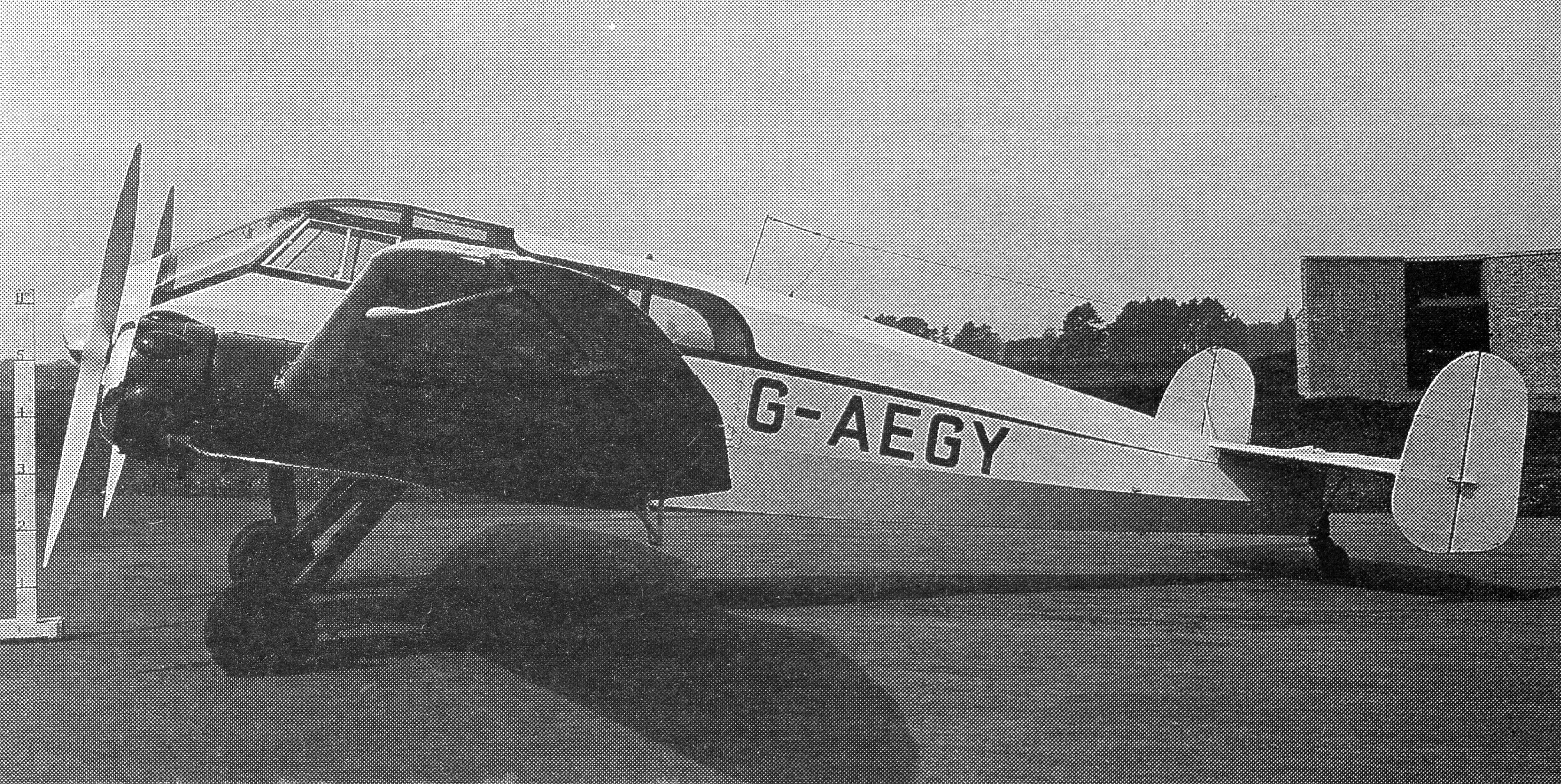
Avion Monospar ST-25
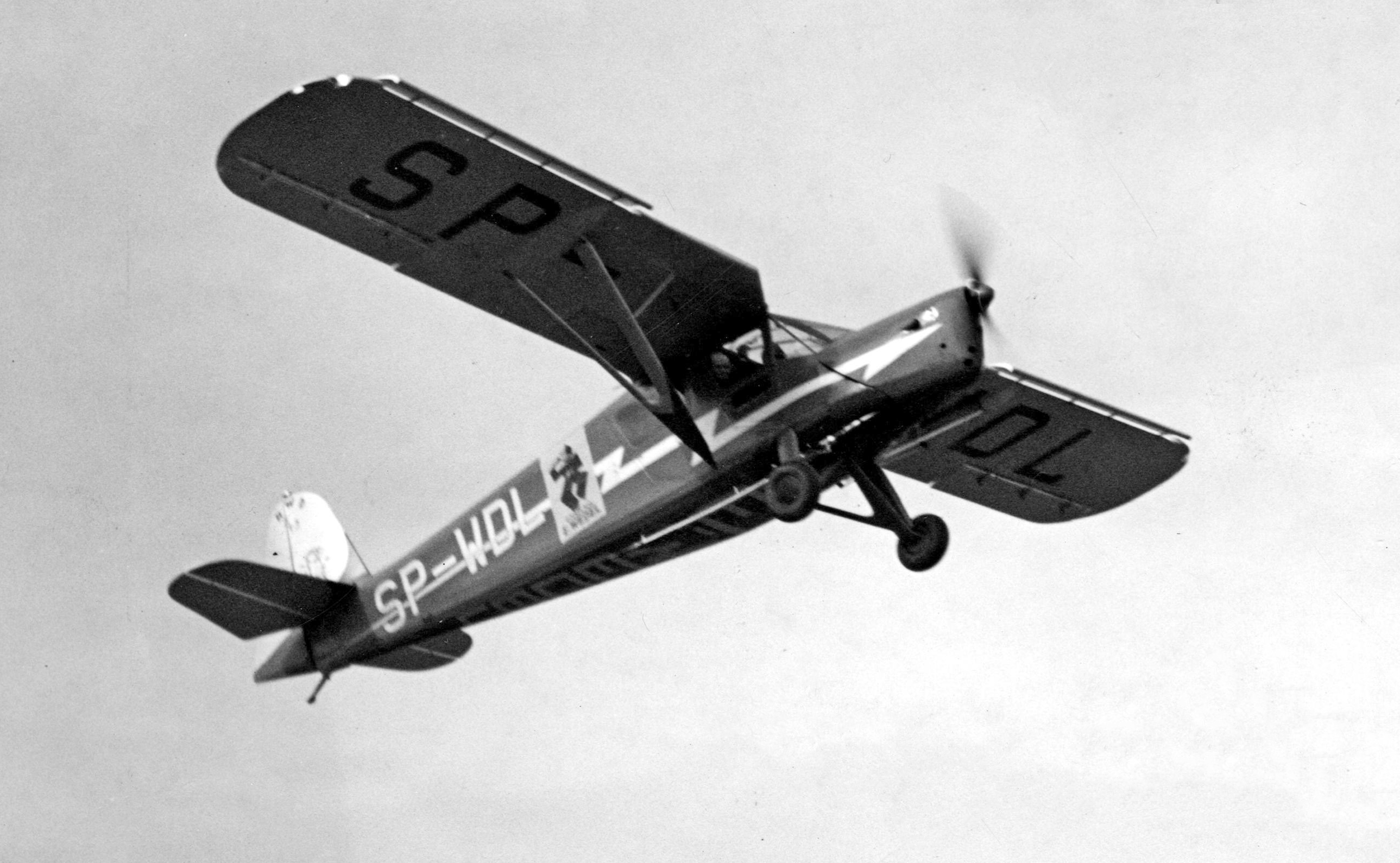
Avion RWD-13
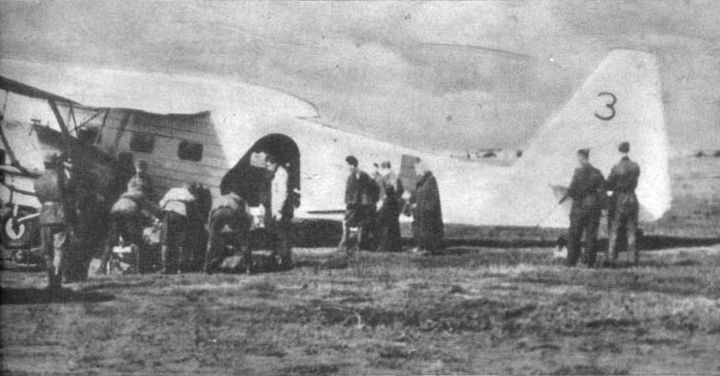
Avionul Potez 65 al escadrilei
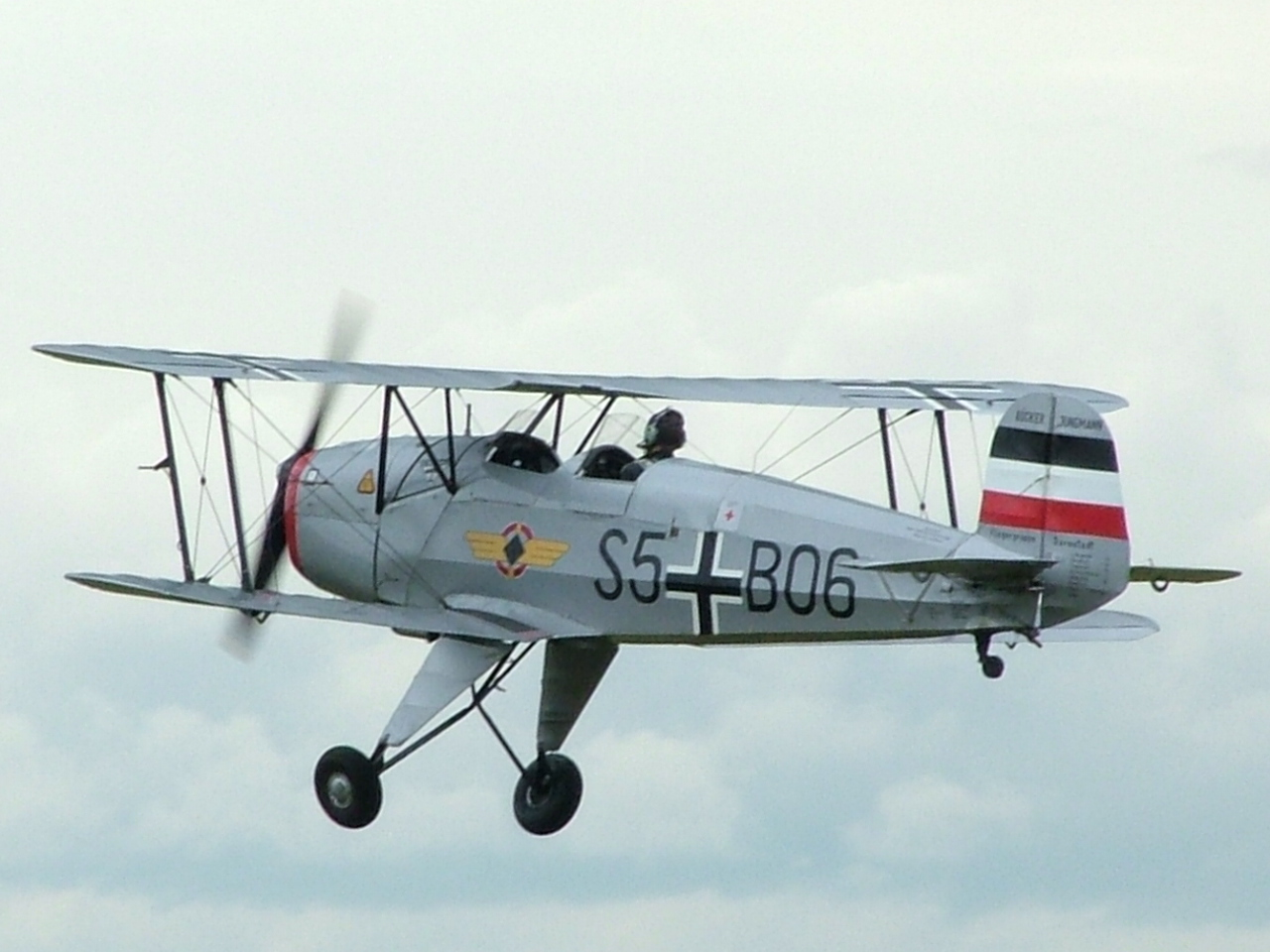
Avion Bücker Bü 131

La început avioanele erau vopsite în alb, având ca însemn crucea roșie, asemănător ambulanțelor, motiv pentru care jurnalistul italian Curzio Malaparte, aflat în 1941 în documentare pe Frontul de Răsărit, le-a spus Escadrila Albă, denumire preluată imediat și de alți scriitori, ca George Acsinteanu. Pe front, misiunile erau executate fără protecția aviației de vânătoare. Pentru a se proteja, avioanele zburau foarte jos, la înălțimea de 50 m, la care vânătoarea adversă nu cobora, dar le ataca la sol. Ca urmare, în august 1941 ele au fost vopsite în culori de camuflaj, verde închis deasupra și albastru deschis dedesubt, iar crucile roșii au rămas în cercuri albe.
Până în octombrie 1940 aviatoarele s-au familiarizat cu aparatele RWD-13S și au efectuat 45 de zile de practică la Spitalul Militar, unde au învățat să facă pansamente și injecții. La 1 aprilie 1941 escadrila s-a mutat de la Băneasa la Pipera.

## Pe Frontul de Răsărit

### Campania din 1941 – Odessa

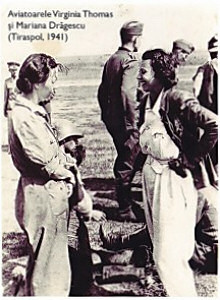
Aviatoarele Virginia Thomas și Mariana Drăgescu la Tiraspol, 1941.

Cu puțin timp înainte de 22 iunie escadrila a fost trimisă pe aerodromul de la Focșani, iar în ziua începerii ofensivei escadrila s-a mutat la Tecuci.
În acel moment din escadrilă făceau parte aviatoarele Nadia Russo, Mariana Drăgescu și Virginia Thomas, precum și adj. șef. av. Nicolae Popescu („Roată”), care pilota avionul Potez 65. La comanda escadrilei era lt. av. Traian Demetrescu.
La 10 iulie escadrilei i s-au alăturat și av. Virginia Duțescu, infirmiera voluntară Ioana (Bica) Grădinescu, care participase și ea la manevrele de la Galați din 1938 ca infirmieră pe avionul Monospar, și agentul sanitar Gheorghe Ernest.
Până la 20 august avioanele escadrilei au transportat de la Românești, Basarabeasca,  Hîncești, Chișinău, Bălți, Arciz în jur de 200 de răniți.
La 21 august escadrila s-a mutat la Tighina. În timpul bătăliei de la Odessa escadrila a fost foarte solicitată, fiecare avion efectuând până la patru misiuni zilnic. Aterizările se făceau în zone neamenajate și staționările trebuiau să fie foarte scurte, pentru a evita ca avioanele să fie atacate la sol de către aviația sovietică. Virginia Duțescu nu a făcut față stresului și la 1 septembrie a părăsit escadrila. Pentru celelalte aviatoare campania din 1941 s-a încheiat la 6 noiembrie, când avioanele RWD-13 au fost aduse la aerodromul militar de la Pipera, urmând să intre în revizie generală.
În timpul bătăliei de la Odessa au fost transportați răniți din Zalci, Baden, Iaska, Mihailovska, Dimitrievska la Tiraspol, numărul răniților transportați ridicându-se la 700. De la Tiraspol răniții erau transportați la București cu avionul Potez 65, pilotat de adj. șef av. Nicolae Popescu. Cu avioanele escadrilei, precum și cu avioanele Junkers Ju 52 ale LARES, în perioada 22 iunie – 31 decembrie 1941 au fost evacuați de pe front 5249 de răniți și bolnavi.
Prin Înaltul Decret Regal nr. 2712/12.09.1941, publicat în Monitorul Oficial nr. 238/8.10.1941, toți aviatorii escadrilei, inclusiv cele patru aviatoare, au fost decorați cu Ordinul Virtutea Aeronautică cu spade, clasa Cruce de Aur.
Ioana Grădinescu a fost decorată cu Medalia Aeronautică de Război, iar Gheorghe Ernest cu Crucea „Meritul Sanitar”.
La 6 noiembrie escadrila a încheiat campania și a fost retrasă la București.

### Campania din 1942 – Stalingrad
Prin reorganizare, la 10 aprilie 1942 s-a înființat Grupul Aerotransport Militar, care efectua aprovizionare cu muniție și materiale, realiza legături, transporta personal militar etc. Grupul era format din piloți ai LARES, și cei ai Escadrilei Albe și era condus de cpt. cdor. Octav Grigoriu. Grupul era format din Escadrila 105 Transport Greu, dotată cu avioane Junkers Ju 52, comandată de cpt. av. Constantin Abeles, Escadrila 107 Transport Greu, dotată tot cu avioane Junkers Ju 52, comandată de cpt. av. Constantin Stoian și Escadrila 108 Transport Ușor, cu aceeași dotare din anul precedent, comandată de lt. cdor. av. Isaia Popovici. Escadrila 108 Transport Ușor era formată din două secții, Secția I, comandată de lt. cdor. av. Isaia Popovici, și Secția II, comandată de lt. av. Traian Demetrescu. La plecarea pe front, 18 august, piloții Secției I erau Nadia Russo, Mariana Drăgescu, Virginia Thomas, serg. TR av. Nicolae Găvănescu, adj. șef av. Ion Rădulescu și serg. sanitar pilot Constantin Popescu. Dotarea secției era 3 avioane RWD-13S și 3 avioane RWD-13. La 30 august piloții Secției II erau serg. TR av. Nicolae Dociulescu, serg. TR av. Alexandru Solo, serg. TR av. Șerban Mănciulescu, serg. TR av. Ștefan Petrescu, adj. av. Gheorghe Cojocaru, pilot voluntar Victoria Pokol, pilot voluntar Maria Nicolae și pilot voluntar Smaranda Brăescu. Dotarea secției era 7 avioane RWD-13 și un avion Bücker Bü 131.
La 15 mai aviatoarele Nadia Russo, Mariana Drăgescu și Virginia Thomas au fost decorate cu Ordinul Vulturul German clasa a III-a, iar la 18 mai apar pe coperta revistei Hamburger Illustrierte, care publică în interior și un articol despre ele.
În 18 august Secția I a escadrilei 108 a plecat spre Stalingrad. Deplasarea s-a făcut pe traseul București - Tiraspol - Nicolaev (18 august) - Melitopol - Stalino (19 august) - Nikolaevskaia (20 august) - aerodromul de la Kotelnikovo, la 160 km SV de Stalingrad (21 august). Secția II a escadrilei 108 a ajuns la 30 august la Tiraspol și apoi la Stalino.

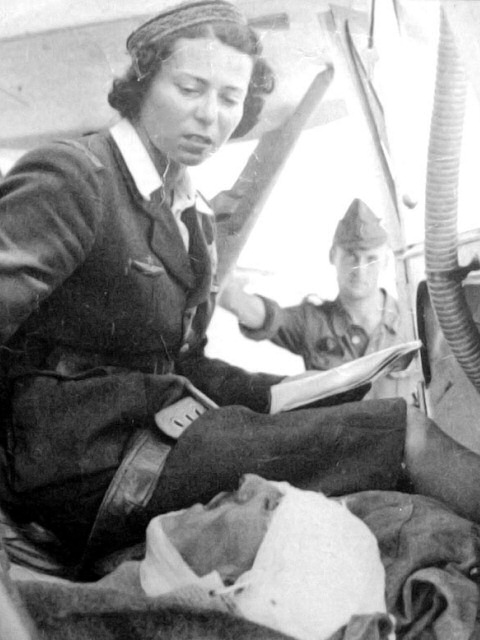
Mariana Drăgescu înaintea unui zbor cu un rănit, la Plodovitoe, septembrie 1942. În fundal, Gheorghe Ernest.

În afară de transportul răniților la Tiraspol, aviatoarele au executat și misiuni de recunoaștere, cum a fost cea efectuată în 4 septembrie de Mariana Drăgescu pentru identificarea unui teren de zbor. La 10 septembrie escadrila s-a deplasat pe aerodromul de la Plodovitoe (rusă Плодовитое),  40 km S de Stalingrad. Deși era doar septembrie, era foarte frig, iar Nadia Russo s-a îmbolnăvit și a plecat la spitalul de la Nicolaev.
La sfârșitul lunii septembrie generalul Corneliu Dragalina a citat escadrila 108 pe Corpul 6 Armată prin ordinul de zi nr. 164/1942 și a organizat o conferință de presă, cu care ocazie s-au făcut multe fotografii publicate în presa vremii. Însă activitatea de salvare a stagnat deoarece partizanii din zonă au aruncat în aer un tren care transporta benzină. La 1 octombrie avionele Secției I au primit ordinul de retragere de la Plodovitoe la Kotelnikovo, iar în 24 octombrie au fost trimise cu trenul în țară pentru revizie generală la ICAR București. Personalul a venit în țară cu un avion Junlers Ju 52 al Grupului.
Aviatoarele escadrilei au primit ordinul să urmeze Școala de Infirmiere Voluntare la Spitalul Militar „Regina Elisabeta”.
Din august până în octombrie au fost transportați peste 300 de răniți, ceea ce însemna câte 3 zboruri pe zi pentru fiecare avion. Pentru eroismul în campania de la Stalingrad Nadia Russo, Mariana Drăgescu și Virginia Thomas au fost decorate cu Ordinul Crucea Reginei Maria.
Secția II a escadrilei 108 a rămas la Stalino, efectuând cu fiecare avion câte 3-4 transporturi pe zi de la Kresniskaia, Starobelsk și Tuzov. La 27 octombrie secția se mută la Rostov, și apoi la Morozovskaia, de unde se retrage iar la Rostov în 2 noiembrie. La 8 ianuarie 1943 și Secția II s-a întors pe aerodromul Băneasa, avioanele, uzate, fiind transportate cu trenul, ca și cele ale Secției I. Între 1 și 15 noiembrie avioanele Secției II au transportat peste 250 de răniți.
La 13 ianuarie Smaranda Brăescu a fost detașată la Escadrila 105 Transport Greu.

### Campania din 1943 – Crimeea
La 3 martie 1943 la escadrilă a fost repartizată și aviatoarea Ștefania Silvia Iupceanu, ca pilot de legătură.
La 30 mai la comanda escadrilei este numit cpt. av. Constantin Afenduli. Toate aviatoarele au fost concentrate în Secția I a escadrilei. Piloții secției erau Mariana Drăgescu, Virginia Thomas, Stela Huțan, Maria Nicolae, Victoria Pokol și serg. av. Ștefan Petrescu. Dintre piloți nu mai făcea parte Nadia Russo, nevoită să-și dea demisia din motive de sănătate. Secția era dotată tot cu cele 3 avioane RWD-13S și cu 3 avioane RWD-13.
La 8 iulie Secția I a escadrilei 108 s-a deplasat pe aerodromul din Simferopol – Crimeea. Aici a transportat răniți de pe frontul din Kuban între Kerci și Simferopol. Însă doar după două zboruri Maria Nicolae a trebuit să revină la București.
Au continuat misiunile de recunoaștere: la 13 iulie Mariana Drăgescu – pilot, Smaranda Brăescu și Stela Huțan au făcut o recunoaștere pe ruta Simferopol – Sarabuz – Simferopol, iar Virginia Thomas una pe aceeași rută, avându-l la bord pe generalul Petrescu. În ziua de 14 iulie Mariana Drăgescu – pilot și Stela Huțan au făcut o recunoaștere pe ruta Simferopol – Kerci – Simferopol, iar Virginia Thomas și Maria Nicolae una pe ruta Simferopol – Evpatoria – Simferopol. În 19 iulie Smaranda Brăescu și Stela Huțan au făcut și ele o recunoaștere pe traseul Simferopol – Kerci – Simferopol. Aceste trasee s-au repetat cu regularitate până la 6 octombrie.
La sfârșitul lunii august Victoria Pokol a fost rechemată la București în urma unei abateri disciplinare. Secția a avut și prima pierdere de material – avionul RWD-13S nr. 3, pilotat de Ștefan Petrescu a fost avariat în urma unei aterizări forțate, cauzată de o pană de motor. Oricum, în urma ofensivei sovietice aeroportul Simferopol devenise nesigur, astfel că la 22 septembrie s-a sfârșit cea de-a treia campanie a Secției I a Escadrilei 108 Transport Ușor, aviatoarele fiind repatriate, iar secția s-a desființat. În întreaga lor activitate aviatoarele n-au avut niciun incident de zbor.
Avioanele însă au rămas la Simferopol, fiind preluate la 22 septembrie de Secția II a escadrilei 108. Sub comanda cpt. av. Traian Demetrescu, piloții secției erau serg. TR av. Nicolae Dociulescu, serg. TR av. Alexandru Solo, serg. TR av. Șerban Mănciulescu, serg. TR av. Ștefan Petrescu, serg. TR av. Niculae Sassu, adj. (r) av. Mihai Găvănescu și adj. șef. av. Nicolae Popescu. Dotarea secției era formată din 2 avioane RWD-13S, 4 avioane RWD-13 și avionul Potez 65. Aici, timp de două săptămâni au transportat răniți la spitalele din Simferopol și Nicolaev. În urma schimbărilor situației de pe front secția s-a retras la 6 octombrie la Herson, la 1 octombrie la Nicolaev, iar la sfârșitul anului 1943 în țară.
La 13 aprilie 1944 escadrila a fost mutată la Bacău, unde a rămas patru luni. Între 22 și 25 august escadrila s-a deplasat la Pătești, apoi la Călărași, apoi a revenit la Băneasa, iar în final a fost trimisă la Mărculești. Cu aceasta s-a încheiat existența Escadrilei Sanitare, care și-a încetat efectiv activitatea la 25 august 1944.
În cursul activității sale, în 1941 escadrila a evacuat pe calea aerului în spatele frontului peste 5000 de răniți, iar în 1942 peste 4000, dintre care 7–800 erau militari în armata germană.

## Epilog
O parte dintre aviatoare au fost încadrate la Centrul de Antrenament al Aviației de la Clinceni. Mariana Drăgescu s-a întors pe front în vara anului 1944 unde a executat misiuni până la sfârșitul războiului ca pilot la Escadrila 113 Legătură.
După instaurarea regimului comunist, destinul aviatoarelor a fost închisoarea și deportarea, sau, în cel mai bun caz, eliminarea din aviație și marginalizarea. Celebre în anii războiului, aceste aviatoare au intrat într-un complet anonimat în primele decenii postbelice, fiind readuse în conștiința publicului abia după 1989. În anul 2004 în Studioul Cinematografic al Armatei Române a fost realizat documentarul „Escadrila Albă”, în regia lui Șerban Creangă.

## Aviatoarele

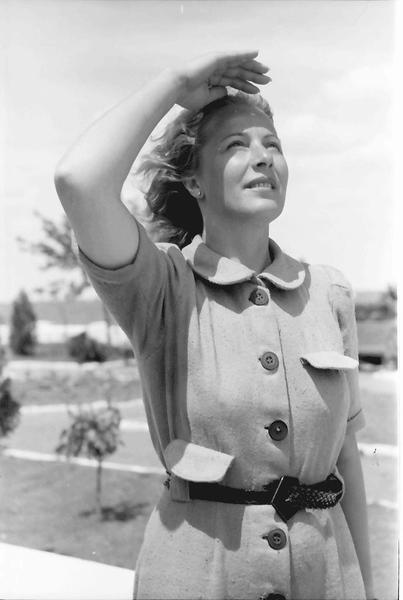
Irina Burnaia
Foto: Willy Pragher

În ordinea brevetării:

### Irina Burnaia
Irina Cioc („Burnaia”) (n. 1909, Ciurari – d. 1997, Geneva). Avocată, în baroul Ilfov, a urmat Școala de Pilotaj „Mircea Cantacuzino” din Băneasa, civilă, patronată de Ioana Cantacuzino, unde a fost instruită pentru zbor de Petre Ivanovici, instructor la școala de pilotaj civil patronată de Asociația Română pentru Propaganda Aviației (ARPA), și a obținut brevetul de pilot gr. I și II nr. 3/27.10.1933, fiind a doua aviatoare brevetată în România. Deși a participat la manevrele aeriene din 1938, deoarece vederea răniților a șocat-o, nu a activat în Escadrila Albă, ci în cadrul unei escadrile poștale (Escadila 117) din Transnistria, ale cărei avioane aveau să formeze Escadrila Bugului (devenită ulterior Escadrila Basarabiei), având-o pe ea drept comandantă. La începutul anului 1948 a plecat din țară, stabilindu-se în final la Geneva.

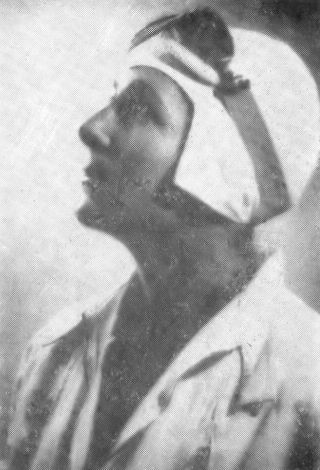
Marina Știrbei

### Marina Știrbei
Marina Știrbei (n. 19 martie 1912, Viena – d. 15 iulie 2001, Bouloc). Verișoară a lui Bâzu, a absolvit Școala de Pilotaj „Mircea Cantacuzino” în anul 1935, obținând brevetul de pilot 93/1935, fiind a șasea aviatoare brevetată în România. În 1938 a avut inițiativa înființării Escadrilei Sanitare. Nu a executat misiuni în război în cadrul escadrilei. După război a fost deposedată de toate bunurile și a plecat din țară prin intermediul Crucii Roșii.

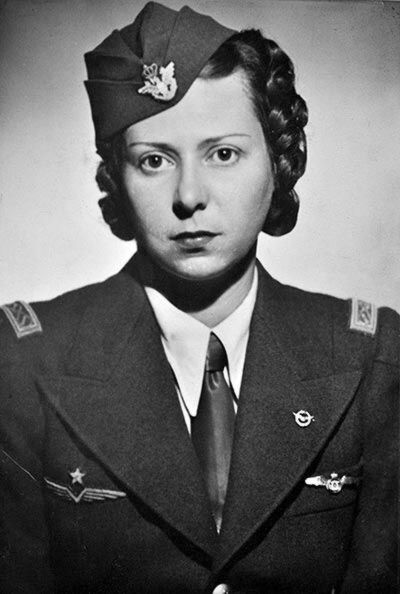
Mariana Drăgescu

### Mariana Drăgescu
Marie-Ana-Aurelia (Mariana) Drăgescu (n. 7 septembrie 1912, Craiova – d. 24 martie 2013, București). A absolvit Școala de Pilotaj „Mircea Cantacuzino” în anul 1935, obținând brevetul de pilot 94/1935, fiind a șaptea aviatoare brevetată. A făcut războiul din prima și până în ultima zi, fiind singura dintre aviatoare care a luptat atât împotriva URSS, cât și împotriva Germaniei. În timpul războiului a transportat peste 1500 de răniți. De asemenea, a fost pilot de legătură pentru Grupul 2 Observații. După război a lucrat trei ani ca instructor de zbor la Ghimbav, dar în 1955 a fost scoasă din aviație. A lucrat ca dactilografă până în 1967, când a ieșit la pensie. După 1989 activitatea în aviație i-a fost recunoscută, cu ocazia împlinirii a o sută de ani fiind avansată comandor (r).

### Victoria Pokol
Victoria Pokol (n. 1903?, Brașov – d. 1950, București?) a absolvit Școala de Pilotaj „Mircea Cantacuzino” în anul 1935, obținând brevetul de pilot nr. 99/1935, fiind a opta aviatoare brevetată. Între 1936–1941 a fost funcționară la Legația Germaniei din București. În 1942, la Serbarea Aviației a făcut o demonstrație de acrobație aeriană. În război a activat ca pilot de legătură, zburând cu avionul personal, un Bücker Bü 131 „Jungmann” cu două locuri în tandem, cu care a participat la campaniile de la Stalingrad (având baza la Stalino) și la cea din Crimeea (având baza la București).

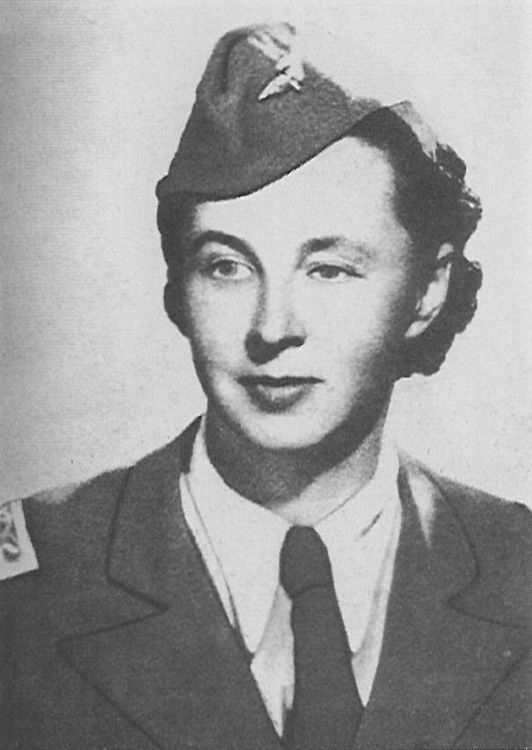
Nadia Russo

### Nadia Russo
Nadia (Nadejda) Russo (n. 17 iunie 1901, Tver – d. 22 ianuarie 1988, București). În 1918 s-a refugiat în Basarabia, iar în 1935 a venit la București. A absolvit Școala de Pilotaj „Mircea Cantacuzino” în anul 1936, obținând brevetul de pilot nr. 118/1936, fiind a noua aviatoare brevetată. A activat în cadrul Escadrilei Albe până în anul 1943, când s-a retras din motive de sănătate. După război, în 1953, a fost condamnată în urma unei acuzații de spionaj la 7 ani de închisoare, din care a executat 6, apoi fiind deportată în Bărăgan, la Lățești, până în 1962. A lucrat ulterior un timp la o fabrică de ambalaje, dar insuficient pentru a beneficia de pensie.

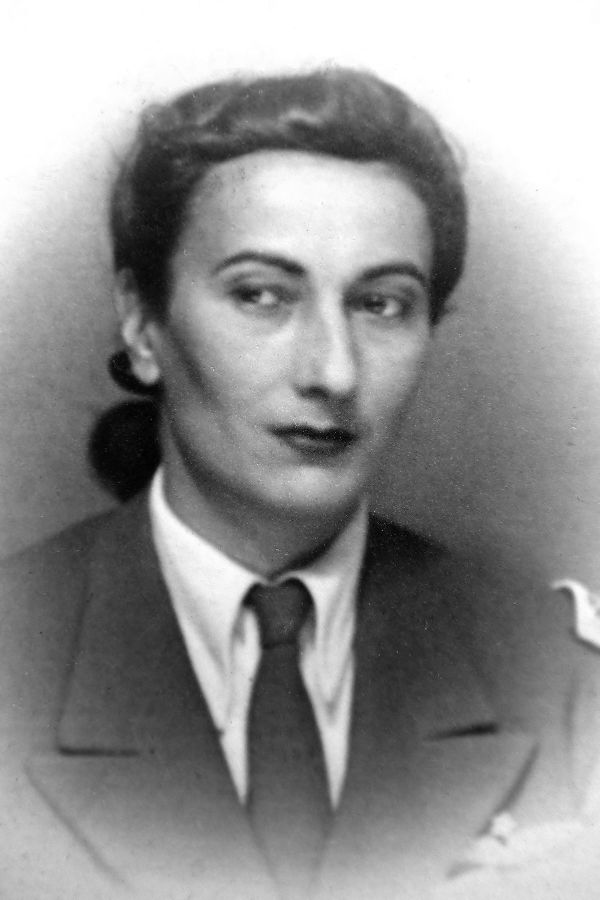
Virginia Duțescu

### Virginia Duțescu
Virginia Duțescu (n. 1910, Târgu Cărbunești – d. 1970). A fost cea de a zecea aviatoare brevetată, în 1936. A participat la manevrele aviatice de la Galați din toamna anului 1938. A fost maestră a acrobației aeriene, fiind singura femeie care efectua zbor pe spate. A fost prima femeie instructor de pilotaj, la școala de la Ploiești (Strejnic), între 1939 și august 1941. A fost a patra aviatoare care a activat în Escadrila Albă, până la 1 septembrie 1941, când a demisionat din motive medicale. După război, în 1948, a fost închisă la Mislea deoarece soțul ei, căpitanul aviator Constantin Abeles („Coty”), cu care se căsătorise în 1939, dar de care era despărțită, însă nu și divorțată, fugise cu un avion în Turcia.

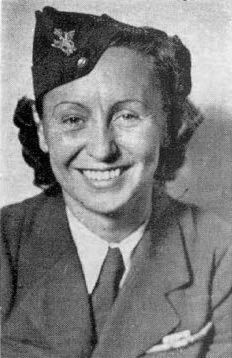
Virginia Thomas

### Virginia Thomas
Virginia Thomas („Tommy”) (n. 1910, Brașov – 10 nov.1996, Marea Britanie). A absolvit Școala de Pilotaj „Mircea Cantacuzino” în anul 1936, obținând brevetul de pilot nr. 141/1936, fiind cea de a unsprezecea aviatoare brevetată. În 1939 a lucrat ca stewardesă la LARES. În 1940 a fost încadrată ca pilot la Escadrila Sanitară, unde a transportat 625 de răniți. După desființarea escadrilei, în 1943, a transportat răniți cu automobilul în cadrul Spitalului de Cruce Roșie nr. 3. După 1944 s-a căsătorit cu un ofițer englez și a plecat la Berlin. A mai fost întâlnită în anii 1980 în Marea Britanie de Stela Huțan-Palade.

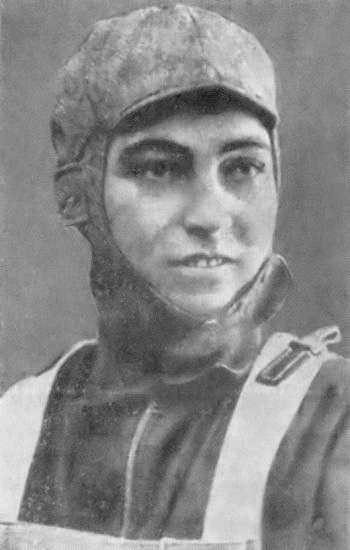
Smaranda Brăescu

### Smaranda Brăescu
Smaranda Brăescu (n. 21 mai 1897, Hănțești – d. 2 februarie 1948, Cluj). Brevetată pentru zbor în 1932 în SUA, pentru echivalare în România a absolvit Școala de Pilotaj „Mircea Cantacuzino” în anul 1937, obținând brevetul de pilot nr. 167/1937, fiind cea de a douăsprezecea aviatoare brevetată. La începutul războiului a fost mobilizată ca instructor la o școală de parașutism. La 1 mai 1942 a demisionat, iar în septembrie 1942 se afla la Stalino cu Escadrila 108 Transport Ușor, ca pilot de legătură. În ianuarie 1943 a fost detașată la Escadrila 105 Transport Greu, iar în cadrul Escadrilei Albe a mai efectuat doar puține misiuni de recunoaștere, în vara anului 1943.

### Victoria Comșa
Victoria Comșa (n. 1910 – d. 21 iulie 1940, Băneasa). A absolvit Școala Civilă de Aviație Sportivă a CFR din Giulești în anul 1938 obținând brevetul de pilot nr. 494/5.10.1938, fiind cea de a paisprezecea aviatoare brevetată. Licențiată a Academiei de Înalte Studii Comerciale și Industriale, a lucrat în cadrul Direcției Generale a CFR București. A decedat în accidentul avionului Monospar ST-25 nr. 1.

### Maria Adam
Maria Adam (n. 1919 – d. 21 iulie 1940, Băneasa). A absolvit Școala Civilă de Aviație Sportivă a CFR din Giulești în anul 1939 obținând brevetul de pilot nr. 748/10.09.1939. A decedat în accidentul avionului Monospar ST-25 nr. 1, fiind la comanda aparatului.

### Jana Iliescu
Jana Iliescu (n. 1912 – d. 21 iulie 1940, Băneasa). A absolvit Școala Civilă de Aviație Sportivă a CFR din Giulești în anul 1939 obținând brevetul de pilot nr. 910/7.11.1939. Ca și Victoria Comșa, a fost licențiată a Academiei de Înalte Studii Comerciale și Industriale și a lucrat în cadrul Direcției de Poduri a CFR București. A decedat în accidentul avionului Monospar ST-25 nr. 1.

### Maria Voitec
Maria Voitec (n. c. 1915 – d. 21 iulie 1940, Băneasa). A absolvit Școala Civilă de Aviație Sportivă a CFR din Giulești în anul 1939 obținând brevetul de pilot nr. 911/7.11.1939, dorind să devină pilot de linie. Licențiată a Facultății de Litere și Filozofie a Universității din București, a lucrat în cadrul Direcției Lucrărilor Noi din Direcția Generală a CFR București. A decedat în accidentul avionului Monospar ST-25 nr. 1.

### Eliza Vulcu
Eliza Vulcu (n. 1922, Cluj – d. 1998, Maramureș?) a absolvit Școala de Pilotaj din Cluj în anul 1941 obținând brevetul de pilot nr. 1379/1941. În 1942 a trecut la Buzău pe avioane RWD-13 și a fost repartizată la Grupul Aerotransport Militar ca pilot de legătură. În 1946 a demisionat din aviație, iar în 1947 s-a căsătorit și a plecat în Maramureș.

### Maria Nicolae
Maria Nicolae (n. 1916, Pitești – d. ?) a absolvit Școala Aviației Civile din București în anul 1942, obținând brevetul de pilot nr. 1558/1942. În 1942–1943 a activat ca pilot de legătură la Escadrila 108 Transport Ușor. A demisionat din aviație în 1944. În 1953 a fost condamnată în același proces de spionaj ca și Nadia Russo la 10 ani de închisoare.

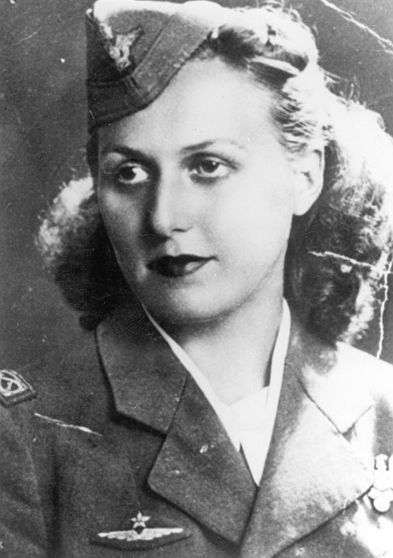
Stela Huțan

### Stela Huțan
Stela Huțan (din 1945 Huțan-Palade) (n. 27 martie 1921, Gura Humorului – d. 15 august 2010, București) A urmat cursuri de aviație la Politehnica București și a făcut practică la Roșiorii de Vede și la Școala de la Ziliștea-Buzău, obținând brevetul de pilot nr. 1687/1942. În 1943 a activat în Escadrila 108 Transport Ușor. A demisionat din aviația militară în 1944, dar a mai zburat până în 1953 ca voluntar în cadrul Aeroclubului Aviației. A lucrat la telefoane până la pensionare. A fost cea mai tânără și ultima aviatoare care a venit la Escadrila Albă.

## Escadrila în artă
În 1942 George Acsinteanu a publicat cartea Escadrila albă - Biruitorii, oameni cu suflete de zei, apărută în două ediții, a doua completată cu un capitol despre campania de la Stalingrad. Lucrarea nu este una documentară, ci una artistică, cu tente de propagandă, cuprinzând episoade fictive și punând de multe ori în gura aviatoarelor cuvinte pe care ele nu le-au spus niciodată și cu care n-au fost de acord.
În 1943 a fost realizat de către studiourile italiene Artisti Associati în colaborare cu Oficiul Național al Cinematografiei (ONC) din România filmul Escadrila albă („Squadriglia Bianca”) în regia lui Ion Sava, având în distribuție pe Claudio Gora, Lucia Sturdza-Bulandra, Tino Bianchi și Mariella Lotti. Filmul a fost trimis în Italia pentru sonorizare și montaj. Se pare că filmul ar fi ajuns în 1944 în cinematografele italiene, dar apoi a fost cenzurat de aliați. Negativul și copiile sunt considerate pierdute. Filmul însuși este considerat de aviatoare o melodramă ieftină, foarte departe de ce a fost de fapt Escadrila Albă.
Daniel Focșa, în cărțile sale, Escadrila albă – o istorie subiectivă (2008; 2013) publică trei capitole dedicate aviatoarelor Mariana Drăgescu, Nadia Russo și Stela Huțan, respectiv în Aviatori de altădată (2012) două capitole dedicate Marianei Drăgescu și Nadiei Russo. Cărțile se bazează pe interviurile luate de autor aviatoarelor Mariana Drăgescu și Stela Huțan.